# Aneuk Glee
Aneuk Glee is een bestuurslaag in het regentschap Aceh Besar van de provincie Atjeh, Indonesië. Aneuk Glee telt 799 inwoners (volkstelling 2010).